# Спартак-КТ
«Спарта́к-КТ» (до 2013 — «Спартак») — український футбольний клуб із смт Молодіжного Сімферопольського району АРК. Фарм-клуб «Кримтеплиці».
Трикратний чемпіон Криму з футболу. У сезоні 2009/10 років брав участь у розіграші Кубка Ліги. Матчі проводить на стадіоні «КТ Спорт-Арена» в Аграрному.
Після анексії брав участь у Всекримському турнірі в 2015 році, проте посів 9 місце з 10 команд в групі А.
З 2015 року виступає в аматорському чемпіонаті Криму.

## Досягнення
- Чемпіон Криму — 2007, 2008, 2009